# أبو الحسن علي بن عثمان
أبو الحسن علي بن عثمان المعروف بـ أبي الحسن المريني (ولد 1297 - تُوفي 24 مايو 1351) من بني مرين، حكم لمدة 20 سنة (1331 - 1348) وكان أكبر حاكم من سلالة بني مرين سنًا، حيث تمكن من استرجاع جبل طارق من القشتاليين في الأندلس على يد إبنه أبو مالك. ك وفي مرحلة لاحقة تمكن من ضم إفريقية ودخول تونس عاصمة الحفصيين سنة 748 هـ لتبلغ بذالك الدولة المرينية في عهده أوج قوتها وازدهارها. ووصفه الناصري في الاستقصا: «هذا السلطان هو أفخم ملوك بني مرين دولة وأضخمهم ملكا وأبعدهم صيتا وأعظمهم أبهة وأكثرهم آثارا بالمغربين والأندلس».

## مسيرته
ولد السلطان أبو الحسن علي بن عثمان بن يعقوب المريني عام 697 هـ وعرف بالأكحل لأن أمه كانت حبشية فكان لونه أسمر، عقدت له البيعة بعد وفاة أبيه عام 731 هـ، وكان والده أبو سعيد قد أوصاه خيرا بأخيه أبي علي قبيل وفاته فولّاه على سجلماسة عملا بوصية أبيه وقصد تلمسان لإدالة دولة أبي تاشفين الزياني، غير أن الزياني بادر إلى مراسلة أبي علي والي سجلماسة فثار على أخيه ونقض بيعته فاضطر أبو الحسن إلى العودة إلى المغرب الأقصى وحاصر أخاه إلى أن وقع في يده أسيرا ثم قتله ولم يصغ إلى توسلاته التي بثها في أشعاره إليه
وانتصر أبو الحسن في 5 أبريل 1340م على الأسطول الإسباني بنصر عظيم في جبل طارق. وفي العام نفسه لاقى السلطان هزيمة برية ضد اتحاد قوات ألفونسو الحادي عشر ملك قشتالة وقوات ألفونسو الرابع ملك البرتغال في معركة طريف (معركة الوادي المالح) بإقليم قادس حاليا. بعد هذه الهزيمة، اضطر الحسن إلى إنهاء الحروب والغزوات في شبه الجزيرة الإيبيرية. إذ إنه بعد فُقدانه الجزيرة الخضراء سنة 1343 فقد المرينيون آخر شبر في الأندلس.
في شمال إفريقيا وخلافا لما كان عليه حال المرينيين في الأندلس، قام أبو الحسن بغزوات كبيرة بعد زواج تحالفي بإبنة أبو يحيى أبو بكر الحفصي سلطان الحفصيين حيث احتل مدينة تلمسان بعد حصار دام 3 سنوات. بعد موت أبو سعيد غزى أبو الحسن إفريقيا يوم 15 سبتمبر 1347 (يوم الأربعاء الثامن من جمادى الآخرة من سنة 748  هـ)، ولكنه هُزم في معركة كبيرة خلال العام القادم ( يَوْم الْإِثْنَيْنِ 7 محرم 749  هـ) على يد تحالف القبائل العربية في تونس، وأجبروه على التخلي عن إفريقية.
مما لا شك فيه أن أبو الحسن بن عثمان كان قائدا جيدا ومحارب بارع، لكنه لم يستطع الحفاظ على فُتوحاته بإدماجها سياسيا في سلطنته. ورغم الهزائم التي مُني بها في الغزوات إلى أنه حقق استقرارا وازدهارا اقتصاديا بسلطنته في المغرب الأقصى، ومن أعماله الخالدة: مدرسة ابن يوسف (مراكش) ومسجد العباد بتلمسان الذي بني فوق قبر العلامة المسلم الشيخ أبو مدين، والمدرسة المصباحية بفاس.
تنازل الحسن عن الملك لصالح ابنه أبو عنان فارس سنة 1348. توفي في 24 مايو 1351م متأثرًا بجراحه ودُفن بفاس.